# Pensionare
Pensionarea reprezintă retragerea dintr-o funcție sau ocupație sau din viața activă de muncă. O persoană poate, de asemenea, să se semi-pensioneze, reducând orele de muncă sau volumul de muncă.
Mulți oameni aleg să se pensioneze atunci când sunt în vârstă sau incapabili să-și mai îndeplinească munca din motive de sănătate. De asemenea, oamenii se pot pensiona atunci când sunt eligibili pentru beneficii de pensie private sau publice, deși unii sunt forțați să se pensioneze atunci când condițiile fizice nu le mai permit să lucreze (din cauza bolii sau a accidentelor) sau ca urmare a legislației care reglementează pozițiile lor.
Germania a fost prima țară care a implementat un sistem de beneficii pentru pensionare, introducându-l în anul 1889. Înainte de începutul secolului al XX-lea, speranța de viață era scăzută, nu existau sisteme de securitate socială, iar lipsa pensiilor făcea ca majoritatea oamenilor să continue să muncească până la sfârșitul vieții.
În prezent, majoritatea țărilor dezvoltate oferă pensii la bătrânețe, finanțate de angajatori sau de stat. În schimb, în multe țări sărace, sprijinul pentru vârstnici se bazează doar pe familia lor. Pensionarea cu pensie este considerată un drept al lucrătorului în multe societăți, după lupte ideologice și politice semnificative. În multe țări occidentale, acest drept este consacrat în constituții.

## Pensionarea în România
În sistemul public de pensii se acordă următoarele categorii de pensii:
a) pensia pentru limită de vârstă,
b) pensia anticipată;
c) pensia anticipată parțială;
d) pensia de invaliditate;
e) pensia de urmaș.
Valoarea pensiei este determinată prin înmulțirea numărului total de puncte realizat de asigurat cu valoarea punctului de referință. Valoarea punctului de referință se majorează anual cu 100% din rata medie anuală a inflației, la care se adaugă 50% din creșterea reală a câștigului salarial mediu brut realizat.
Valoarea punctului de referință este de 81 de lei, iar punctul de pensie are valoare de 2.032 lei.
În sistemul privat există pensia facultativă.

### Pensie pentru limită de vârstă
Vârsta standard de pensionare este de 65 de ani, stagiul minim de cotizare este de 15 ani și stagiul complet de cotizare este de 35 de ani, atât pentru femei, cât și pentru bărbați.
Începând din 2013, În România, membrii Academiei Române, ai Academiei Oamenilor de Știință din România și ai academiilor de ramură sunt exceptați de la pensionare la împlinirea vârstei de 65 ani.
Vârsta de pensionare poate fi calculată online cu ajutorul Calculator Vârstă Pensionare și Calculator Vârstă Pensionare Anticipată.

### Pensie anticipată
Acest tip de pensie se acordă persoanelor care doresc să se pensioneze înainte de atingerea vârstei standard de pensionare. Beneficiarul trebuie să aibă un număr minim de ani de cotizare și va avea penalizări la cuantumul pensiei în functie de cu cât înainte de limita de vârstă se pensionează persoana.

### Pensie anticipată parțială
Pensia anticipată parțială se acordă cu cel mult 5 ani înainte de împlinirea vârstei standard de pensionare, cu condiția ca asiguratul să fi realizat stagiul complet de cotizare sau să depășească stagiul complet de cotizare cu până la 8 ani.

### Pensie de invaliditate
Se acordă persoanelor care nu mai pot munci din cauza unor probleme de sănătate. Trebuie să existe un raport medical care să ateste incapacitatea de muncă, iar persoana trebuie să fi cotizat un anumit număr de ani la sistemul de pensii.

### Pensia de urmaș
Copiii și soțul supraviețuitor au dreptul la pensie de urmaș dacă persoana care a decedat avea calitatea de pensionar sau dacă îndeplinea condițiile pentru a obține pensie.
Copiii au dreptul la pensie de urmaș obligatoriu, până la împlinirea vârstei de 16 ani sau 26 de ani dacă sunt studenți.
În anumite condiții, pot beneficia și alte persoane care erau în întreținerea defunctului, cum ar fi părinții.

### Pensie specială
Se referă la pensiile acordate anumitor categorii profesionale, cum ar fi polițiști, militari, judecători etc.
Majoritatea țărilor din Uniunea Europeană au în vigoare o formă de pensie specială, deși unele dintre ele au în plan eliminarea acestora. Cele mai frecvente tipuri de pensii speciale sunt angajații la stat, armata, apărarea, precum și lucrătorii în locuri de muncă grele și periculoase.
În august 2024 numărul beneficiarilor de pensii de serviciu a fost de 11.794 persoane, în creștere cu 98 de persoane comparativ cu luna anterioară, cei mai mulți (5.664) fiind beneficiari ai Legii privind statutul procurorilor și judecătorilor, conform datelor centralizate de Casa Națională de Pensii Publice (CNPP).

### Pensie minimă socială garantată
Este o formă de sprijin financiar minim acordat persoanelor cu venituri foarte mici.

## Pensionare timpurie
Pensionarea este considerată „timpurie” dacă are loc înainte de vârsta (sau vechimea) necesară pentru a fi eligibil pentru suport și fonduri din surse guvernamentale sau oferite de angajator. Cei care se pensionează devreme se bazează, de obicei, pe economiile și investițiile proprii pentru a se susține financiar, fie pe termen nelimitat, fie până încep să primească suport extern.

## Viața după pensionare
Pensionarea reprezintă o etapă semnificativă în viața individului, marcată de schimbări importante atât în sfera personală, cât și în cea socială. Aceasta poate conduce la o reducere a contactului cu mediul profesional și la adoptarea unui nou stil de viață, cu priorități și activități diferite. Mulți pensionari își asumă responsabilități familiale, precum îngrijirea nepoților sau a părinților în vârstă, ceea ce le poate influența rutina zilnică. Activitățile de voluntariat pentru organizații caritabile sau comunitare reprezintă, de asemenea, o modalitate prin care pensionarii pot contribui la societate și pot menține un sentiment de împlinire personală.
Pensionarea oferă oportunitatea de a explora sporturi recreative sau activități culturale. Unii pensionari aleg să se mute într-o nouă localitate sau în comunități destinate vârstnicilor unde pot beneficia de facilități adaptate nevoilor lor și pot participa la diverse activități sociale. Migrarea pensionarilor către zone cu climă mai caldă devine o opțiune tot mai populară.
Pe de altă parte, mulți pensionari experimentează neliniște și suferă de depresie ca rezultat al noii lor situații. Persoanele recent pensionate reprezintă unul dintre cele mai vulnerabile grupuri sociale în ceea ce privește apariția depresiei, adesea corelată cu deteriorarea stării de sănătate și cu creșterea responsabilităților de îngrijire.
Cercetările referitoare la ceea ce își doresc pensionarii pentru a avea o viață împlinită după pensionare au descoperit că cele mai importante aspecte sunt „confortul fizic, integrarea socială, contribuția, securitatea, autonomia și plăcerea”.

### Azil de bătrâni
Azilul de bătrâni este o instituție destinată îngrijirii persoanelor în vârstă care nu mai pot trăi singure din cauza unor probleme de sănătate sau a incapacității de a se îngriji de sine. De obicei, rezidenții beneficiază de un program structurat, care poate include activități recreative și sociale, menite să promoveze interacțiunea și să combată singurătatea.

### Casa de pensionari
Casa de pensionari este un tip de locuință mai puțin restrictiv și mai confortabil pentru persoanele în vârstă care doresc să îmbătrânească activ. Aceste comunități sunt concepute astfel încât pensionarii să locuiască în apartamente sau unități individuale, având acces la servicii de întreținere, activități sociale, facilități comune. Spre deosebire de azilurile de bătrâni, casele de pensionari pun accent pe independență și pe un stil de viață activ, oferind suport doar atunci când este necesar. 